# 鋼鐵兄弟
鋼鐵兄弟(日文：こうてつきょうだい)是影山浩宣及遠藤正明組成的日本動畫演唱團體，1997年成立。在1998年之後兩人已經甚少以此名稱合作，並於2000年另立「JAM Project」繼續合作。在2009年曾先後到過香港和台灣開演唱會。

## 成員
- 鋼鐵1號(鋼鉄1号、こうてついちごう，RM01)：影山浩宣
- 鋼鐵2號(鋼鉄2号、こうてつにごう，RM02)：遠藤正明

## 音樂作品

### 單曲
- BRAVE HEART(1998年2月28日出版、CODC-1434)
- METAL BROTHERS(1998年5月21日出版、CODC-1513)

### 專輯
- ROBOMETAL ZZZ(1997年9月20日出版、COCC-14505)
- ROBOMETAL II 〜鋼の抱擁〜(1998年4月21日出版、COCC-14922)

## 外部連結
- 影山浩宣官方網站
- 遠藤正明官方網站 （页面存档备份，存于）
- まぁくつぅ (影山浩宣・鋼鐵兄弟全曲列表) （页面存档备份，存于）